# Modibo Keïta
Modibo Keïta (* 4. Juni 1915 in Bamako; † 16. Mai 1977 in Kidal) war von 1960 bis 1968 Staatspräsident von Mali.

## Jugend
Keïta stammte aus dem Stadtviertel Coura in Bamako, der Hauptstadt des damaligen Französisch-Sudan. Die Familie gehörte zu den Malinke. Nach dem Schulbesuch in seiner Heimatstadt besuchte er 1934 die École normale William Ponty bei Dakar, wo er zu den besten Schülern gehörte. Seit 1936 arbeitete er als Lehrer in Bamako, Sikasso und Timbuktu. Er engagierte sich in Theater- und Jugendgruppen.

## Politiker
1937 war er gemeinsam mit Ouezzin Coulibaly Mitbegründer der Gewerkschaft syndicat des enseignants d’Afrique occidentale Française. 1943 gründete er die Zeitschrift L’œil de Kénédougou, in der er die Kolonialverwaltung kritisierte. Seine Haltung brachte ihn später kurzzeitig in das Pariser Gefängnis La Santé. Er wurde Mitglied der kleinen kommunistischen Groupes d’Etudes Communistes. Die Gruppe unterstützte seine vergebliche Kandidatur für die verfassunggebende Versammlung für die IV. Republik in Paris. 1945 gründete er zusammen mit Mamadou Konaté den Bloc Soudanais, später Union Soudanais, deren Generalsekretär er 1947 wurde. 1946 vereinigte sich der Bloc Soudanais mit dem Rassemblement Démocratique African (RDA), einer interterritorialen, radikal nationalistischen Partei, die zu der Zeit an die Französische Kommunistische Partei angegliedert war.
Nach Gründung der Partei Rassemblement Démocratique Africain (RDA) in Bamako, deren Vorsitzender Félix Houphouët-Boigny wurde, übernahm Keïta 1948 den Posten des Generalsekretärs der RDA für den französischen Sudan.

### Parlamentarier
1948 wurde er Abgeordneter der Territorialversammlung, 1953 des Rates der Union française und 1956 schaffte er den Sprung in die französische Nationalversammlung. Als erster Afrikaner wurde er Vizepräsident der Nationalversammlung. Im selben Jahr wurde er auch Bürgermeister von Bamako. 1957 gehörte er den Regierungen von Maurice Bourgès-Maunoury und Félix Gaillard als Staatssekretär an. Von 1957 bis 1959 fungierte er als Berater in der Französisch-Westafrika Föderation (AOF).
Am 17. Januar 1959 wurde er Präsident der verfassunggebenden Versammlung der Fédération du Mali (Mali-Föderation). Nach dem Austritt Obervoltas und Dahomeys gehörten dieser noch der französische Sudan sowie Senegal an. Nach der Unabhängigkeit der Föderation am 20. Juni 1960 zerbrach der Staat bereits am 20. August 1960 an den Differenzen zwischen Keïta und Léopold Sédar Senghor. In der kurzlebigen Föderation war Keïta seit dem 4. April 1959 Regierungschef.

### Präsident
Keïta proklamierte am 20. September 1960 die Republik Mali, benannt nach dem historischen Königreich Mali im mittelalterlichen Afrika, und wurde ihr erster Präsident. Gestützt auf die Einheitspartei Union Soudanais verfolgte er eine sozialistische Politik. Die Beziehungen zu Frankreich kühlten in seiner Amtszeit stark ab. 1962 schaffte Keïta den CFA-Franc in Mali ab, was der Wirtschaft des Landes stark schadete. Mit dem Scheitern seiner Wirtschaftspolitik musste der Franc malien 1963 und 1967 stark abgewertet werden. 1967 war die Wirtschaft der Republik in einer Krisensituation, was die Regierung Keitas dazu zwang, ein Wirtschaftsabkommen mit Frankreich am 15. Februar 1967 zu unterschreiben. Am 22. August 1967 setzte Keita die maoistische Kulturrevolution in Bewegung. Diese stellte die Radikalisierung der Politik der Regierung dar, die von nun an dem Comité National de Defense de la Revolution (CNDR / Nationales Komitee für die Verteidigung der Revolution) und dem militarisierten Teil der Partei, den Volksmilizen, mehr Macht anvertraute. Deren Machtmissbrauch und die Verhaftung von Oppositionellen führte zur Verstimmung großer Teile der Bevölkerung und rechtfertigte in gewisser Hinsicht den Militärputsch am 19. November, der das Keita-Regime stürzte, jedoch zu einer dreiundzwanzigjährigen Militärherrschaft führte. Erst 1984 kehrte das Land unter seinem politischen Nachfolger in die Franc-Zone zurück.
Außenpolitisch trat Keïta auch nach dem Scheitern der Mali-Föderation für die Einheit der afrikanischen Staaten ein und arbeitete eng mit den Staatschefs von Guinea, Ahmed Sékou Touré und Ghana, Kwame Nkrumah zusammen. Er veranlasste den Beitritt Malis zur ebenfalls kurzlebigen Ghana-Guinea-Mali-Union (1961/62). 1963 wirkte er an der Charta der Organisation für Afrikanische Einheit mit und diente erfolgreich im Algerisch-Marokkanischen Grenzkrieg 1963 als Mediator der OAU. Außerdem war Keita ein bekanntes Mitglied der kurzlebigen, radikal panafrikanischen Casablanca-Gruppe.

### Sturz
Am 19. November 1968 wurde Keïta durch einen Militärputsch unter Oberst Moussa Traoré gestürzt (siehe Putsch in Mali 1968). Nach seiner Entmachtung wurde er eine Zeitlang in die abgelegene Stadt Kidal im Norden des Landes verbracht. Keïta verbrachte den Rest seines Lebens als Gefangener und starb am 16. Mai 1977 unter ungeklärten Umständen, was im Land zu Unruhen führte (siehe Unruhen in Mali 1980).

### Rehabilitierung
Nach dem Sturz Traorés 1991 wurde er ein Jahr später vom neuen Präsidenten Amadou Toumani Touré offiziell rehabilitiert. Am 6. Juni 1999 wurde in Bamako die Gedenkstätte Memorial Modibo Keïta eingeweiht. Ebenso trägt das Fußballstadion Stade Modibo Keïta, ebenfalls in Bamako, seinen Namen.

### Sozialismus in Mali
Nach dem Zerfall der kurzlebigen Mali-Föderation und der Unabhängigkeit Malis als eigenständigem Staat beschloss der außerordentliche Kongress der einzigen Partei des Landes, der Union Soudanaise-RDA (US-RDA), Mali auf einen sozialistischen Wachstums- und Entwicklungskurs zu setzen. Danach wurde die Gesamtheit des politischen Aufwands der Partei und des Landes auf die wirtschaftliche und politische Entwicklung des Landes konzentriert. Die sozialistische Periode Malis dauerte allerdings nur von September 1960 bis November 1968.
Seit Beginn der sozialistischen Agenda lag die Priorität der politischen Führungsspitze der US-RDA auf der möglichst zügigen Etablierung einer neuen malischen Gesellschaft, die auf die politische, ökonomische, soziale und kulturelle Ermächtigung der malischen Bevölkerung abzielte. Die politische Führung glaubte fest daran, dass ein situationsangemessener Sozialismus, der an die spezifischen Bedingungen in Mali angepasst war, die am besten geeignete Ideologie zum Erreichen dieses Ziels war. Seydou Badian Kouyaté, der Leiter des ideologisch linken Flügels der Partei und zeitweiser Entwicklungsminister, identifizierte drei Charaktermerkmale des malischen Sozialismus: 1) Der malische Sozialismus basiert auf den Bauern und Landarbeitern statt auf einem nicht vorhandenen Proletariat; 2) ein lebhafter Privatsektor ist dazu aufgerufen, zur nationalen Entwicklung beizutragen, 3) Respekt gegenüber den malischen religiösen Werten und Praktiken.
Keita wurde bei der sozialistischen Organisation des malischen Staates stark vom leninistischen „demokratischen Zentralismus“ beeinflusst, welches die Kommunikation zwischen der politischen Führungsspitze und dem Rest der Partei institutionalisierte, wobei die endgültige Entscheidungsgewalt beim nationalen Politbüro (Bureau Politique National) verblieb.